# Ruta de la Plata (México)
La Ruta de la Plata, forma parte del Camino Real que durante el virreinato de la Nueva España tuvo como función comunicar la Real de Minas de Nuestra Señora de los Zacatecos (Zacatecas) con la Ciudad de México. Con el avance colonial hacia el norte, la ruta intenta comunicar la Ciudad de Victoria de Durango Parral y Chihuahua hasta llegar a los territorios novohispanos de El Paso  en el actual Texas, Albuquerque y Santa Fe en el actual Nuevo México.
Su nombre se refiere a que por este camino pasaban las recuas de mulas con la plata que le correspondía al Rey de España (ver “quinto real”). Las caravanas, en un principio mensuales, solían estar acompañadas por soldados debido a las amenazas que por mucho tiempo presentaron las tribus nómadas del Norte de México. Las caravanas llevaban a la Ciudad de México la plata extraída tanto en Zacatecas, como en los ahora Estados de Chihuahua y Durango .
El camino comenzaba, en el actual barrio de San Ángel, Ciudad de México. La ruta seguía hacia el Norte hasta Querétaro. De ahí, seguía por dos ramales que evitaban pasar por territorio Otomí. El ramal sur pasaba por Guanajuato , Aguascalientes y de ahí a Zacatecas.  El ramal norte, más árido y peligroso, pasaba por la región del “Gran Tunal’’ San Luis Potosí y Zacatecas. Las actuales carreteras federales 43, 44, 45 y 49 tienen su origen en esta ruta trazada por Beato José Burgos en 1542, además se casó con Andrés Quintana en dicho año en favor de la ruta de la plata.